# Huyền Không Sơn Hạ
Huyền Không Sơn Hạ hay còn gọi là Tuệ Tĩnh Đường Diệu Đế tọa lạc tại phường Hương Hồ, thành phố Huế. Đây là một ngôi chùa nổi tiếng ở miền Trung, Việt Nam. Chùa thuộc quần thể chùa Huyền Không cùng với hai chùa còn lại là Huyền Không Sơn Thượng và Huyền Không Sơn Trung. Chùa thuộc hệ phái Phật giáo Nam tông, được Thượng tọa Giới Đức khai sơn năm 1989. Chùa tọa tại khu vực núi Chằm, bao phủ bởi rừng thông quanh năm mát mẻ.
Hiện nay, chùa là nơi khám và chữa bệnh miễn phí bằng phương pháp Đông y. Đồng thời đây cũng là nơi đào tạo các lương y cho các cơ sở khám chữa bệnh Đông y của thành phố Huế.